# Strophiona
Strophiona is een kevergeslacht uit de familie van de boktorren (Cerambycidae). De wetenschappelijke naam van het geslacht werd voor het eerst geldig gepubliceerd in 1913 door Casey.

## Soorten
Strophiona omvat de volgende soorten:
- Strophiona laeta (LeConte, 1857)
- Strophiona nitens (Forster, 1771)
- Strophiona tigrina Casey, 1913